# Agnès Ruiz
Pour les articles homonymes, voir Ruiz.
Agnès Ruiz, née le 25 juillet 1968 à Lisieux (France), est une romancière franco-canadienne.

## Biographie
Elle a un baccalauréat en secrétariat et a travaillé plusieurs années comme secrétaire, représentante puis éditorialiste avant de se consacrer à plein temps à l'écriture. Elle est mariée à l'auteur Alain Ruiz. Ils ont deux enfants. 

### La série Élias Sparte
- Élias Sparte, l'oracle des trois soleils - tome 1
- Élias Sparte, les œufs sacrés - tome 2
- Élias Sparte, le sanglier de Calydon - tome 3

### La série Pom-pom girls
- Une équipe du tonnerre - Tome 1 (Parfum d'encre) - Illustrations de Roselyne Cazazian
- Le secret de Brittany - Tome 2 (Parfum d'encre) - Illustrations de Roselyne Cazazian
- Tous les coups sont permis - Tome 3 (Parfum d'encre) - Illustrations de Roselyne Cazazian
- Coup dur - Tome 4 (Parfum d'encre) - Illustrations de Roselyne Cazazian